# Хронология воды
«Хронология воды» (англ. The Chronology Of Water) — американский художественный фильм 2025 года, режиссёрский дебют Кристен Стюарт, снятый по книге Лидии Юкнавич. Главную роль в нём играет Имоджен Путс.

## Сюжет
Литературной основой сценария стали воспоминания писательницы Лидии Юкнавич, в которой она описывает свои детство и юность, борьбу с наркотической и алкогольной зависимостями.

## В ролях
- Имоджен Путс — Лидия Юкнавич
- Тора Бёрч — Клаудия
- Эрл Кейв — Филип
- Майкл Эпп
- Сюзанна Флуд
- Ким Гордон
- Джеймс Белуши — Кен Кизи
- Жюльен Рестолл
- Том Старридж
- Анна Виттовски
- Эсме Крид-Майлз

## Производство и премьера
Продюсерами проекта стали Ридли Скотт и Майкл Прусс, режиссёром — Кристен Стюарт (для неё это дебют в жанре полного метра). Сценарий написала Стюарт совместно с Энди Минго. Главную роль в картине получила Имоджен Путс. Премьера состоялась в мае 2025 года на Каннском кинофестивале, в рамках программы «Особый взгляд».